# 武丹坑
武丹坑，是新北市雙溪區的一個地名，位於該區北部偏西，範圍大致包括牡丹里西南部、三貂里不含西南部。在地理上，武丹坑全境屬於雙溪支流牡丹溪流域。

## 歷史
台灣清治末期，武丹坑地區為一街庄，稱為「武丹坑庄」，隸屬於三貂堡。該庄北與九份庄為鄰，東與南仔吝庄、燦光藔庄、石笋庄、三叉港庄、頂雙溪庄為鄰，南邊為平林庄，西邊為三爪仔庄、石壁坑庄、猴洞庄、九芎橋庄。
1901年（日治明治三十四年）11月，該庄隸屬於基隆廳，編入第八區。1905年（明治三十八年）7月，第八區、第九區合併為「頂雙溪區」。1920年（大正九年），該庄改制為「武丹坑」大字，隸屬於臺北州基隆郡雙溪庄，大字下有「下坑」、「武丹坑」、「尫子崙坑」、「粗坑」、「五分」、「頂坪」小字名。
戰後雙溪庄改制為雙溪鄉，隸屬於臺北縣，大字亦改制為村。2010年（民國99年）12月，臺北縣升格為新北市，雙溪鄉改制為雙溪區，村改制為里。

## 交通
台鐵宜蘭線經過武丹坑地區南部，設有牡丹車站，由此往東南可前往貢寮、宜蘭、羅東、花蓮、台東等地，往北轉西可在八堵車站連接縱貫線以前往基隆、台北、桃園、新竹及中南部各地。
市道102號是基隆通往福隆的道路，大致以縱向貫穿本地區。由此道路往北轉西可前往瑞芳市區、基隆等地。市道102甲線是本地區通往澳底的道路，在境內僅有一小段路。